# Маріка марунгійська
Ма́ріка марунгійська (Cinnyris prigoginei) — вид горобцеподібних птахів родини нектаркових (Nectariniidae). Ендемік Демократичної Республіки Конго. Раніше вважався підвидом червоногрудої маріки. Вид названий на честь бельгійського орнітолога Олександра Прігожина.

## Поширення і екологія
Марунгійські маріки мешкають в горах Марунґу на сході ДР Конго. Вони живуть у вологих гірських тропічних лісах.

## Збереження
МСОП класифікує стан збереження цього виду як близький до загрозливого. Марунгійським марікам загрожує знищення природного середовища